# Madeleine de Souvré

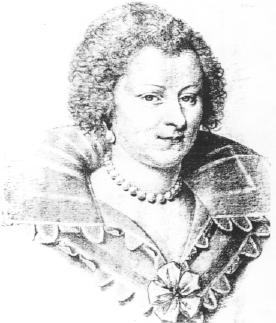
Madeleine de Souvré

Madeleine de Souvré, Marquise de Sablé (* 1598; † 16. Januar  1678, auch Madame de Sablé genannt) war eine französische Adlige und Salonnière.
Madeleine war eines von sechs Kindern und wurde am französischen Hof erzogen. Sie heiratete mit 15 Jahren Philippe Emmanuel de Laval (Marquis de Sablé), Sohn des Marschalls Boisdauphin aus dem Haus Montmorency, mit dem sie neun Kinder hatte. Nach dem Tod ihres Ehemanns 1640 befand sie sich aufgrund der aufwändigen Lebensführung des Verstorbenen fortan unter prekären finanziellen Verhältnissen.
Zunächst treue Besucherin des Salons der Marquise de Rambouillet, eröffnete Madame de Sablé nach deren Tod 1655 ihren eigenen Salon in Port Royal des Champs, der bald zu den beliebtesten in Paris zählte. Hier verkehrten beispielsweise François de La Rochefoucauld und Madame de La Fayette.
1678 publizierte Abbé d’Ailly gleich nach ihrem Tod ihren Aphorismenband Maximes, mit dem sie das von La Rochefoucauld kreierte Genre weiterführte.

## Madame de Sablé und Port-Royal
Nach dem Tod ihres Mannes 1640 (und eines ihrer Söhne 1646) wandte sich Madame de Sablé zunehmend der Religion zu, namentlich dem jansenistischen Zisterzienserinnenkloster Port-Royal des Champs, das nach Paris umgezogen war und wohin sie sich mehrfach zur Meditation zurückzog. Am 16. April 1656 bezog sie das dort eigens für sie gebaute Haus mit Durchgang zum Kloster und Eingang zur Straße (heute: Boulevard Port-Royal), das ihr erlaubte, intensive religiöse Übung mit mondänem Leben in ihrem Salon zu verbinden. Im Rahmen der Verfolgung des Klosters durch Ludwig XIV. wurde am ersten August 1661 ihre private Tür zum Kloster zugemauert. Im Konflikt zwischen König und Kloster versuchte sie erfolglos zu vermitteln. Als 1664 die Zisterzienserinnen vertrieben und durch königstreue Nonnen ersetzt wurden, blieb sie wohnen und unterhielt zur neuen Äbtissin ebenfalls gute Beziehungen, was ihr von den Vertriebenen übelgenommen wurde. Sie starb in Port Royal am 16. Januar 1678.